# Dudenpark

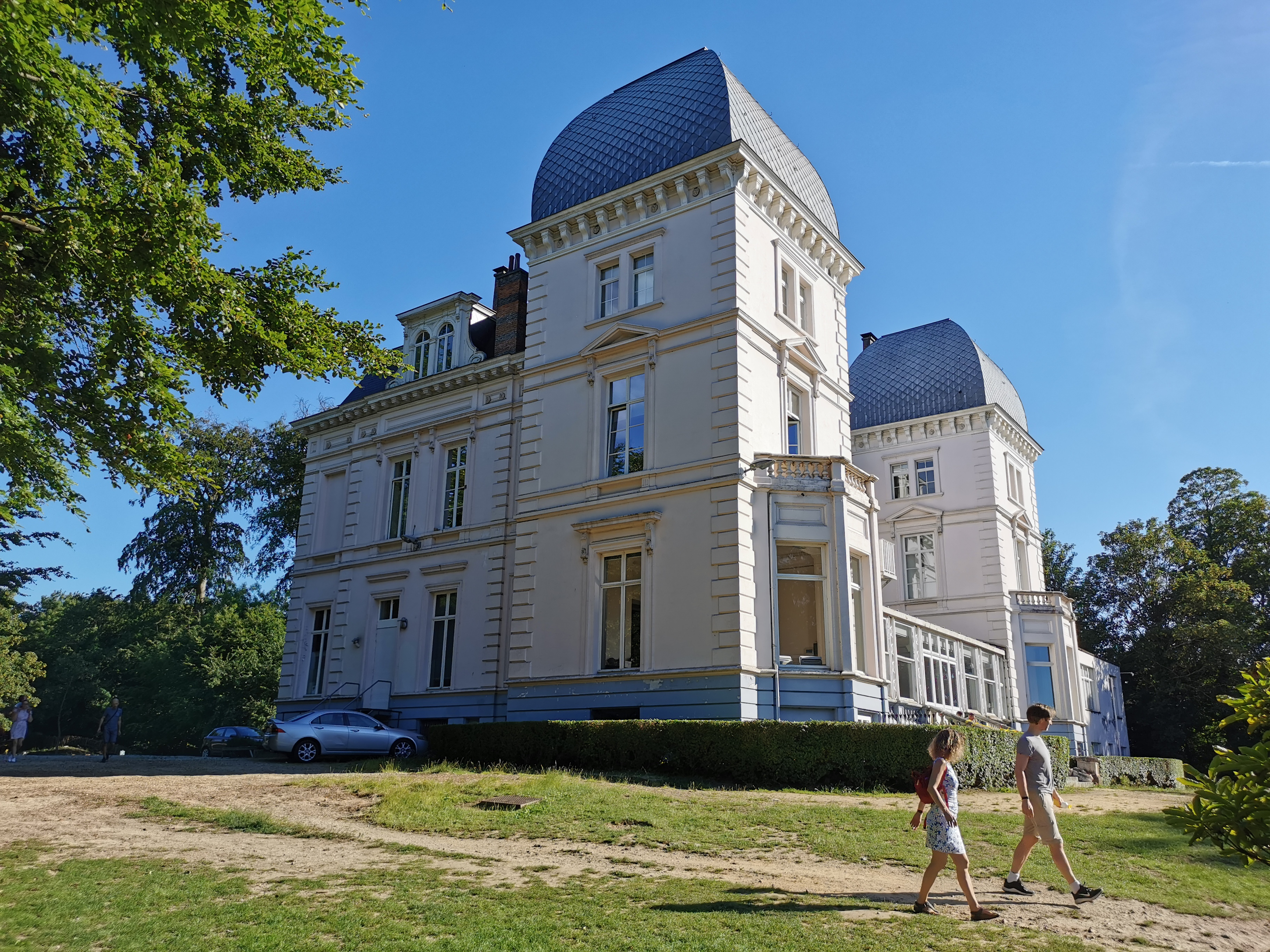
NARAFI hoofdgebouw (LUCA School of Arts)

Het Dudenpark (Frans: Parc Duden) is een Brussels wandelpark van ongeveer 24 hectare gelegen in de gemeente Vorst. Het is een deel van de Koninklijke Schenking. Het ligt op een sterk hellend terrein op de rechterflank van de Zennevallei, net ten zuiden van het Park van Vorst. Het hoogste punt is gelegen op 90 m en het laagste punt op 55 m. Vanuit het park heeft men een mooi zicht op de skyline van Brussel. Het biedt plaats aan een collectie unieke, oude bomen. In 1973 werd het domein geklasseerd als onroerend erfgoed.
In het park bevindt zich het beschermde Joseph Marienstadion, de thuisplek van voetbalclub Royale Union Saint-Gilloise. Andere monumenten in het park zijn het 19e-eeuwse Dudenkasteel en de Villa Mosselman.

## Geschiedenis
Oorspronkelijk was het Dudenpark een deel van het (Heilig) Cruysbosch, dat zelf behoorde tot het Heegdebos, een uitloper van het Zoniënwoud. De naam verwees naar een stenen kruis opgericht in 1491 door Jan Vranckx uit berouw voor zijn moord op pastoor Jan Paridaens. Het Kruisbos maakte deel uit van de bezittingen van de Abdij van Vorst en kromp geleidelijk door ontginning. In de woelige 16e eeuw werd de abdij afgebrand en het bos gekapt, waarna het zich langzaam herstelde. Op de Ferrariskaart (1771-1778) is het duidelijk herkenbaar. 
Tijdens de Franse bezetting (na de Franse Revolutie) werden de bezittingen van de abdij ontmanteld. Een wet van 1822 wees het Zoniënwoud toe aan koning Willem I der Nederlanden, die het prompt afstond aan de Generale Maatschappij. Die verkocht in 1829 aan Eduard Mosselman en zijn vrouw Julie Stuttberg een boogvormig terrein met het Kruisbos en een deel van het Ter Kamerenbos. Ze bouwden er een landhuis, de Villa Mosselman, en begonnen met de parkaanleg. Door de schulden van Mosselman werd het 20 ha grote domein na zijn dood in 1869 openbaar verkocht voor 251.000 frank. De kopers waren Wilhelm Duden en zijn vrouw Ottilie Lührmann, Duitsers die in Brussel fortuin hadden gemaakt in de kantgroothandel. Het 'Bois Mosselman' werd 'Campagne Duden'. Het echtpaar bouwde er het neoklassieke Dudenkasteel, paardenstallen in neo-Vlaamse-renaissance en in 1905 een neogotische portierswoning. In het park kwam een protestantse kapel met consistorie en een standbeeld van een hurkende zwarte engel, dat herinnerde aan hun enige, jonggestorven zoon. De parkaanleg getuigde van fantasie, met kronkelende paden, trappen, vijvers, rustieke bruggen en exotische bouwsels. Er waren pergola's, een oriëntaalse kiosk en een paviljoen met pagodedak, alsook houten hutten van Sneeuwwitje, de dwergen en de tuinmannen. Dit alles werd onvoldoende onderhouden en verdween in de 20e eeuw. 
Het echtpaar Duden kwam goed overeen met koning Leopold II, die aan het einde van de negentiende eeuw het Zuiderpark, net ten noorden van het Dudenpark, liet aanleggen. In 1881 maakte Duden een testament op waarin hij zijn domein aan de koning schonk, tezamen met een som geld voor het onderhoud ervan, op voorwaarde dat het domein een openbaar park zou worden en de naam Duden zou dragen. Door het overlijden van Duden in 1894 werd de koning eigenaar, maar Ottilie Duden behield het vruchtgebruik. In 1905 schonk de koning het park aan de Belgische staat als deel van de Koninklijke Schenking. Het Dudenpark werd echter pas opengesteld voor het publiek in 1912, na het overlijden van Ottilie Duden.
In 1926 werd het Dudenpark verbonden met het Park van Vorst door de aanleg van de Lainésquare (vernoemd naar de landschapsarchitect Elie Lainé). Dit gebeurde op grond die Leopold II hiertoe in 1884 had verworven. Voor de aanleg van een monumentale toegang aan deze kant was het nog wachten tot 1949. De gemeentelijke landschapsarchitect Auguste Delvaux en de landmeter C. Crappe baseerden zich op een plan van Leopolds architect Maurice Heyninx, waaruit ze de diagonale trappartijen weglieten. 

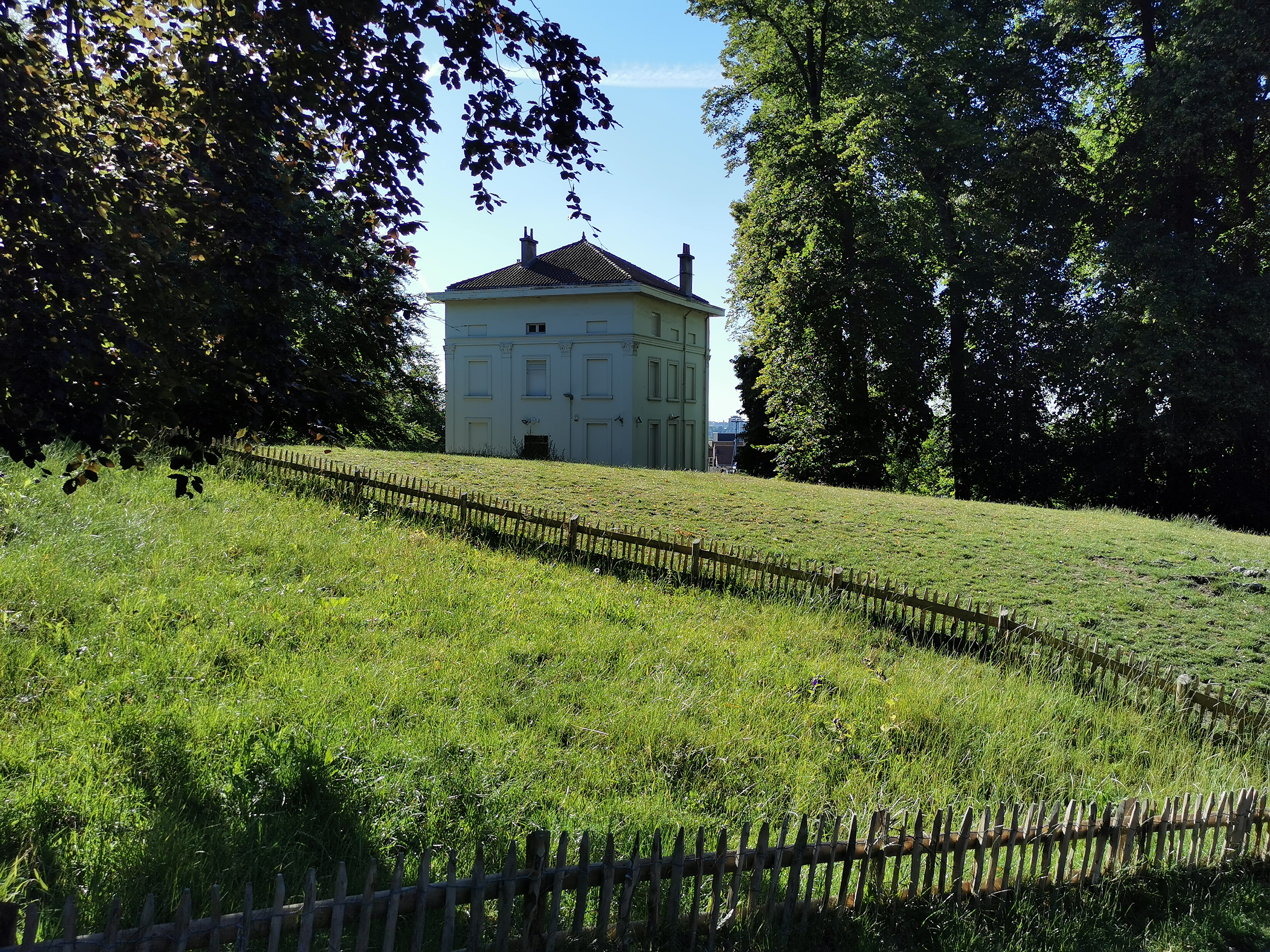
Villa Mosselman
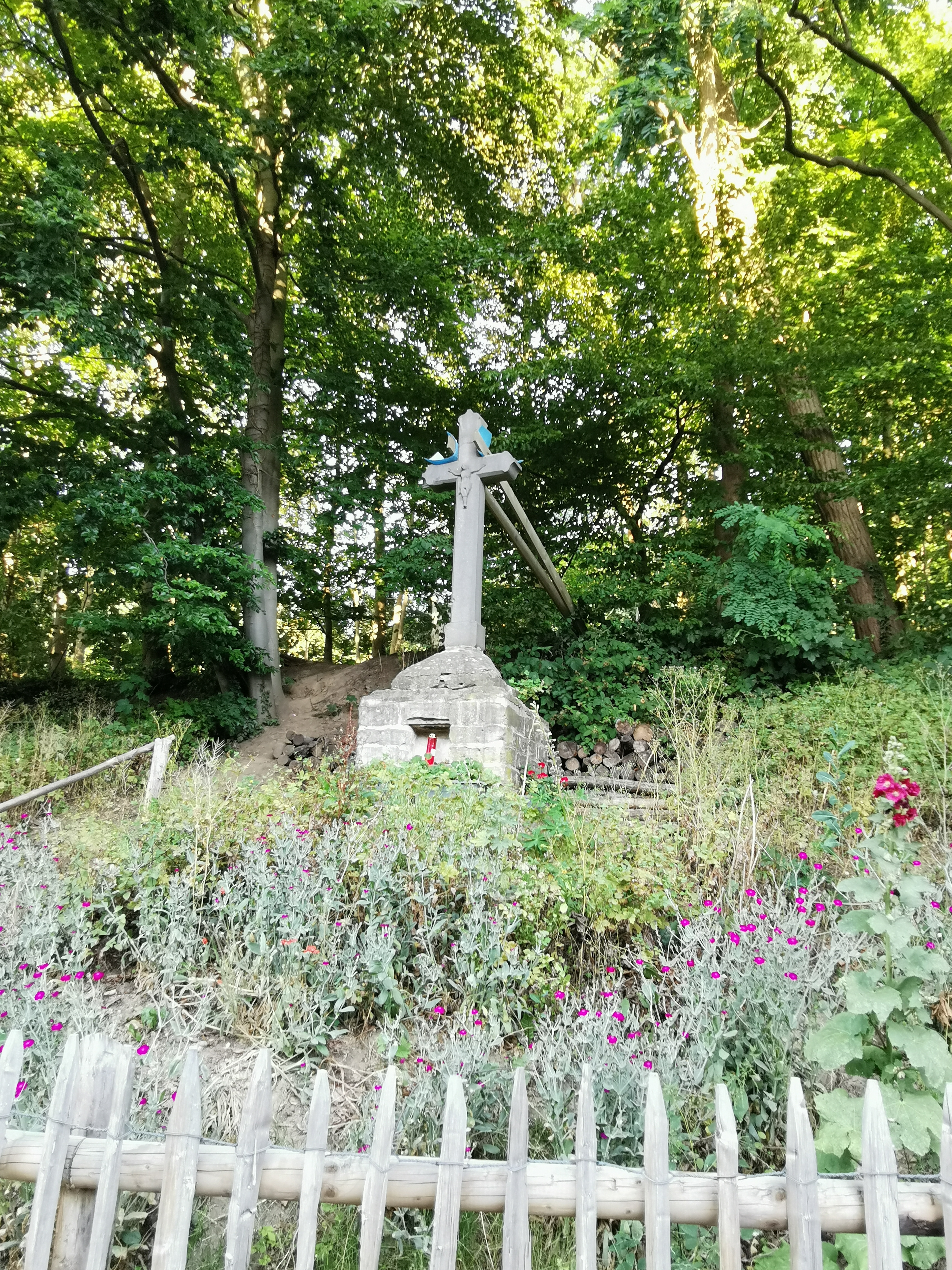
Kruis uit 1491
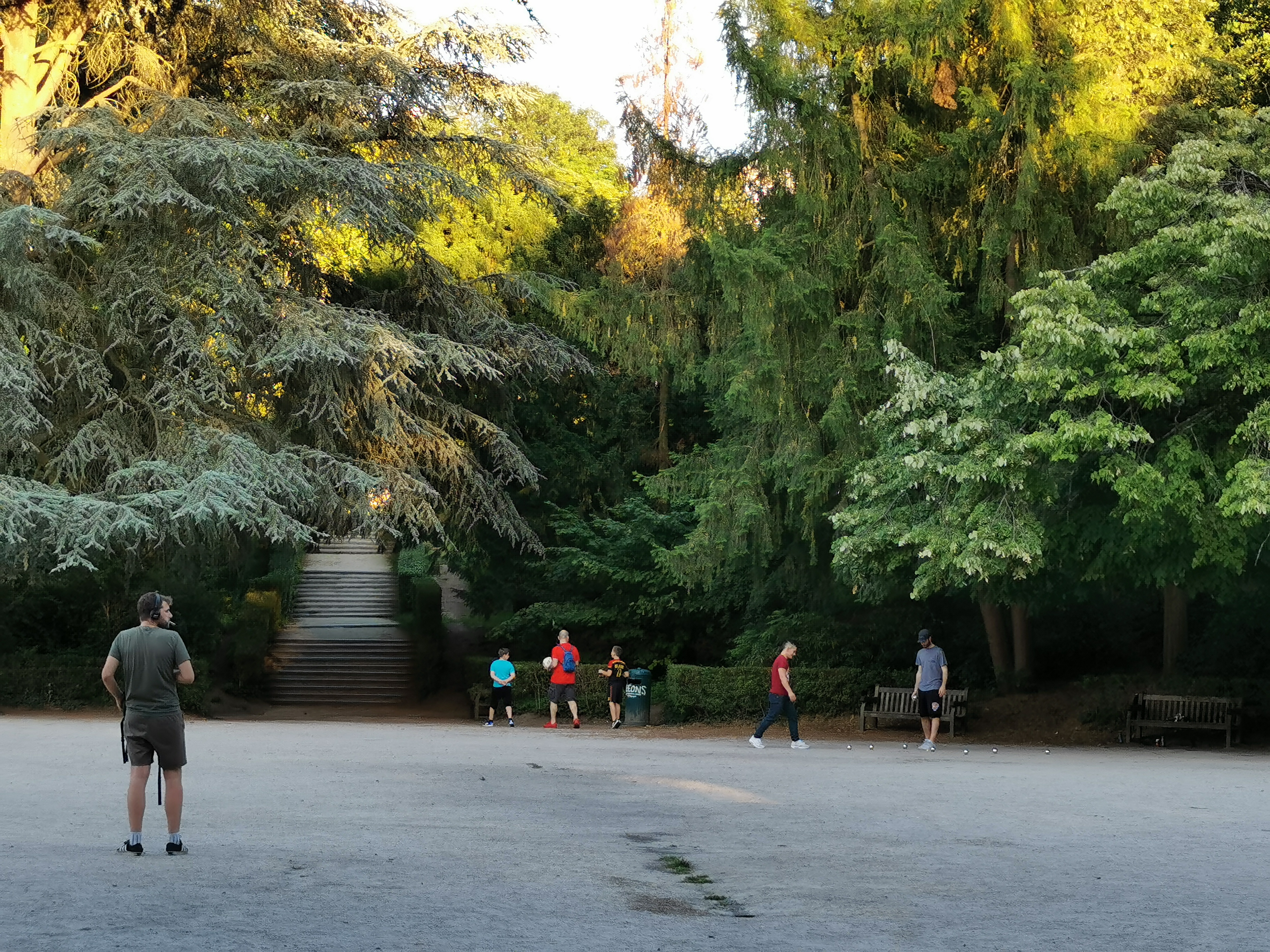
Grindplein
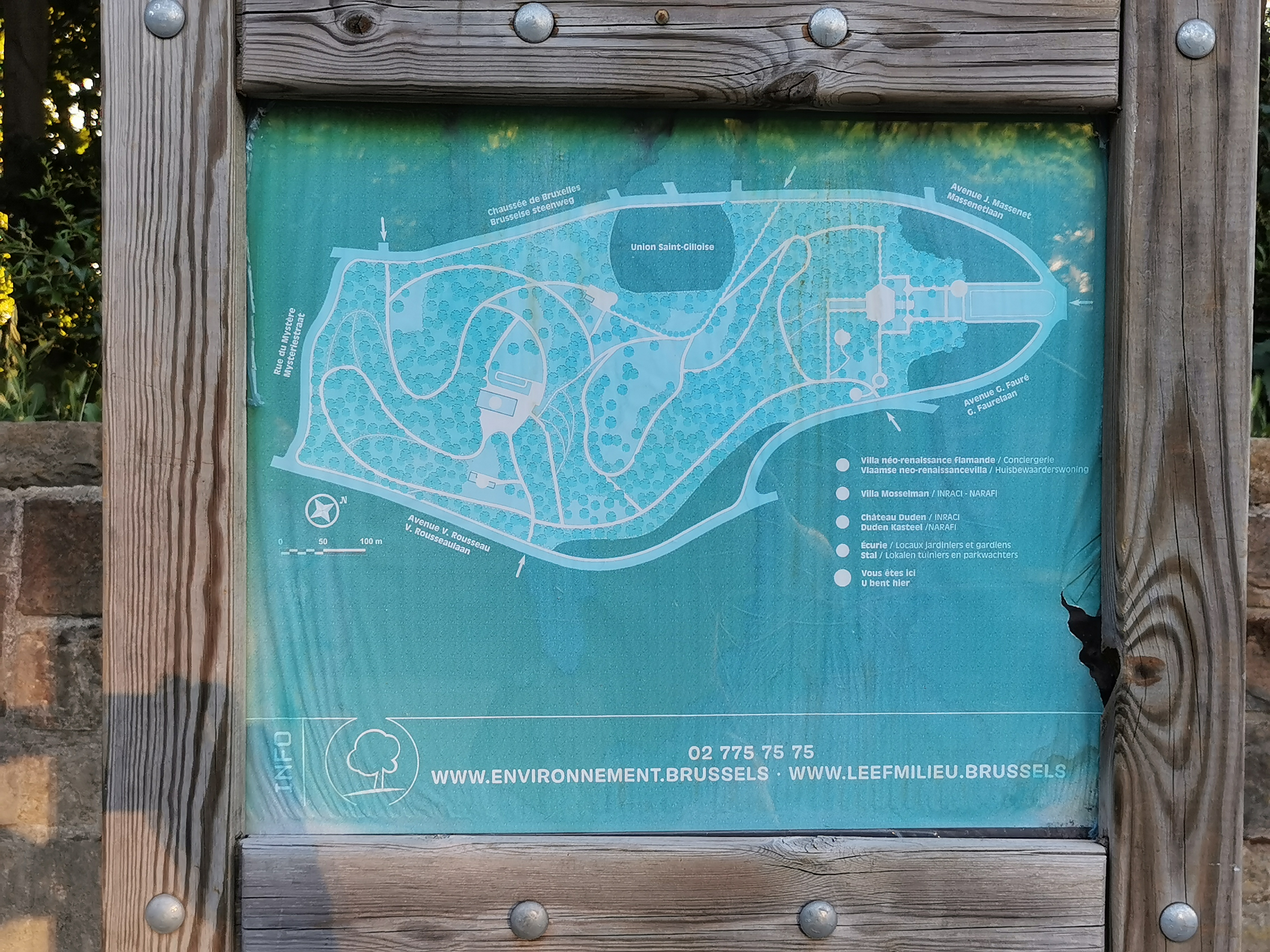
Grondplan